# Магнитное квантовое число
Магни́тное ква́нтовое число́ (m) — квантовое число, параметр, который вводится при решении уравнения Шрёдингера для электрона в водородоподобном атоме (и вообще для любого движения заряженной частицы). Магнитное квантовое число характеризует ориентацию в пространстве орбитального момента импульса электрона или пространственное расположение атомной орбитали. Оно принимает целые значения от -l до +l, где l — орбитальное квантовое число, что и определяет количество орбиталей существует на каждом подуровне. Таким образом количество  орбиталей на некотором подуровне равно количеству проекций орбитального квантового числа для этого подуровня и равно 2l+1.

## История
В 1896 году голландский физик Питер Зееман поместил в сильное магнитное поле устройство, аналогичное водородной лампе, но наполненное парами раскалённого натрия (Фарадей ставил аналогичный эксперимент в 1862 г. и потерпел неудачу). Обнаружилось, что в магнитном поле число линий в спектрах испускания возрастает. Спектры становятся сложными, но можно показать, что каждая p-линия распадается в магнитном поле на 3 новых линии, каждая d-линия — на 5, каждая f-линия — на 7 линий, а s-линии не изменяются.
Поскольку орбитали атома становятся «видны» только в магнитном поле, очередное квантовое число, записывающее «адрес» орбитали в атоме, назвали магнитным квантовым числом.

## Характеристики
Каждое из 2l+1 возможных значений магнитного квантового числа определяет проекцию вектора орбитального момента на данное направление (обычно ось z). Проекция орбитального момента импульса на ось z равна {\displaystyle L_{z}=m\hbar .} Поскольку с орбитальным моментом связан магнитный момент, то магнитное квантовое число, в частности, определяет проекцию орбитального магнитного момента водородоподобного атома на направление магнитного поля и служит причиной расщепления спектральных линий атома в магнитном поле.
Иногда магнитное квантовое число определяют для проекции любого момента частицы (орбитального L, спинового S, суммарного J=L+S). В этом случае оно принимает соответственно 2L+1, 2S+1, 2J+1 значений. Для проекций спинового и суммарного моментов магнитное квантовое число может быть полуцелым.
Магнитное квантовое число в переходах между уровнями может изменяться лишь на определённое значение, устанавливаемое правилами отбора для данного типа перехода.